# Mar abierto
Open Water es una película estadounidense de terror del 2003 basada en la historia real de Tom y Eileen Lonergan. 
Fue dirigida por Chris Kentis y protagonizada por Daniel Travis y Blanchard Ryan, quien gracias a esta cinta ganó un premio Saturn como mejor actriz en 2005.

## Sinopsis
Susan y Daniel salen de vacaciones rumbo al Caribe. Una vez en el lugar deciden abordar un bote, junto a otros pasajeros, para practicar buceo en un arrecife. Realizada la exploración, todos los turistas retornan a la nave excepto Susan y Daniel, sin que los tripulantes y pasajeros se dieran cuenta en el viaje de retorno. La pareja es dejada a su suerte en medio del mar en un sitio infestado de tiburones.

## Críticas
«...algunas veces parece corriente. Pero logra ser aterradora».
Jami Bernard (New York Daily News).

«Precipitada y con un presupuesto restringido, Mar abierto cumple: El filme pone al espectador al nivel del mar con todo el horizonte alrededor y le hace sentir muy vulnerable. Kentis muestra de lo que es capaz, y lo que no puede mostrar, lo deja a la imaginación. Si los tiburones son descartados, eso es muy cercano a la definición del cine».
Ty Burr (boston.com)

«Verídica  y sobrecogedora, la película no falla, pero su inquietante realismo podría atraer o alejar al público juvenil más acostumbrado a efectos especiales».
Ronnie Scheib (Variety).